# Bergman Clinics
Bergman Clinics BV, mit Hauptsitz in Naarden in den Niederlanden ist eine von 35 privaten Klinikgruppen in Mitteleuropa. Sie gehört der Kapitalbeteiligungsgesellschaft Triton Partners.
Bergman Clinics betreibt an 140 Standorten Fachkliniken in den Niederlanden (52 Kliniken mit 1500 Beschäftigten), Schweden, Dänemark, Norwegen und Deutschland (6 Standorte). Der Konzern beschäftigt mehr als 3000 Mitarbeiter, mehr als 250 Fachärzte versorgen jedes Jahr über 300.000 Patienten.
Die Bergman Clinics sind Fachanbieter für planbare Behandlungen in Fachkliniken/Fokuskliniken in den Bereichen Orthopädie, Augenheilkunde (Ophthalmologie), Gynäkologie, Plastische Chirurgie Schönheitsoperation (ästhetische Medizin), Kardiologie, Gastroenterologie, Dermatologie und Gefäßmedizin (Venenchirurgie). Darüber hinaus bietet das Unternehmen spezialisierte Versorgung bei Magen-, Dickdarm- und Beckenbodenerkrankungen.

## Geschichte
In das 1988 in Naarden/Niederlande von dem plastischen Chirurgen Robert Bergman als Klinik für Schönheitschirurgie gegründete Unternehmen Bergman Clinics tritt 1990 die Familie Malenstein als Partner ein. Diese Familie übernimmt die Klinik 1994. Im Zeitraum 1990 – 2004 wuchs Bergman Clinics mit mehr als fünf Klinik-Praxen zum Marktführer in der priväten ästhetischen Chirurgie in den Niederlanden. 2006 öffnete sich der niederländische Gesundheitssektor den privatwirtschaftlichen Kliniken. Seitdem erweiterte das Unternehmen sein Angebot, stieg beispielsweise in den Sektor der muskoloskelettalen Erkrankungen und die Augen- und Frauenheilkunde ein.
Im Jahr 2018 fusionierten die Bergman Clinics mit NL Healthcare Clinics unter dem Namen Bergman Clinics. In den über 70 Praxen/Kliniken werden über 90 % gesetzlich Versicherte behandelt. Durch die Verdopplung entstand der größte private Anbieter von Fachkliniken in den Niederlanden. Sie wurden Marktführer u. a. im Bereich Orthopädie und Augenheilkunde. Bergman Clinics übernahm am 8. Juli 2019 von Memira 47 Augenkliniken in Schweden, Norwegen und Dänemark und Ende 2020 sechs deutsche Krankenhäuser in Aschaffenburg, Bad Bertrich, Bremen, Büdingen, Hilden, und Laufen-Abtsee des Gesundheitsunternehmens Capio, Teil der Ramsay-Santé-Gruppe. Bergman Clinics übernahm im Februar 2021 von Medical One eine Schönheitsklinik in Stuttgart, die Marken, Patienten sowie die Verträge mit 11 Beratungszentren und im Juli 2021 übernahm Medical Eye-Care mit mehr als 37.000 Patienten jährlich.

## Kliniken in den Niederlanden
Die Bergman Clinics BV wurde am 12. Januar 1972 in Naarden, Niederlande gegründet. Seit 2011 ist NPM Capital an NL Healthcare Clinics (NLHCC) beteiligt. Nach der Fusion mit Bergman Clinics am 17. Dezember 2018 wird das kombinierte Unternehmen als Bergman Clinics weitergeführt. Bergman Clinics ist die größte Kette privater Kliniken für planbare medizinische Versorgung in den Niederlanden. Nach der Fusion von NL Healthcare Clinics (NLHCC) und Bergman Clinics konzentrieren sie sich in den Niederlanden mit ihren spezialisierten Kliniken in den medizinischen Disziplinen Augenheilkunde, Orthopädie, Dermatologie, plastische Chirurgie.
Durch die Fusion wurde die konsolidierte Bergman Clinics Marktführer bei Behandlungen für krankenversicherte Hüft-, Knie-, Schulter-, Fuß-/Knöchel-, Rückenerkrankungen sowie plastisch-chirurgische Eingriffe sein. Die Behandlungen sind von der niederländischen Krankenversicherung abgedeckt. Darüber hinaus bietet Bergman Clinics eine spezialisierte Versorgung im Bereich Magen-Darm- und Beckenbodenerkrankungen an. Bergman Clinics hat in den Niederlanden 52 Kliniken und ca. 1500 Mitarbeiter. Sie behandeln 275.000 Kunden pro Jahr.

## Kliniken in Skandinavien
Bergman Clinics hat am 8. Juli 2019 Memira, Skandinaviens größte Augenheilkunde von Patricia Industries übernommen.
Bergman Clinics Memira ist eine führende Kette von Fokuskliniken für refraktive Augen-Linsenaustausch und Augenlasern in Schweden, Norwegen und Dänemark. Die Übernahme ermöglicht es dem niederländischen Marktführer in der elektiven (zeitlich frei wählbar) medizinischen Versorgung, sein Konzept weiter auf Skandinavien auszudehnen.
 

## Bergman Clinics-Kliniken und -Standorte in Deutschland
(Quelle: )
- Bergman Clinics Augenklinik Bremen
- Bergman Clinics Augenklinik Weinheim
- Bergman Clinics Augenärzte am Kurpark Lüneburg
- Bergman Clinics Hamburg-Farmsen (Medical Eye-Care und Bergman Clinics Visual Center)
- Bergman Clinics Medical Eye-Care Glinde
- Bergman Clinics Medical Eye-Care Tonndorf
- Dermatologikum Hamburg by Bergman Clinics
- Dermatologikum Bremen by Bergman Clinics
- Dermatologikum Hamburg Eppendorf
- Bergman Clinics Mathilden Gesundheitszentrum Fachklinik Büdingen
- Bergman Clinics Mathilden Gesundheitszentrum MVZ Büdingen
- Bergman Clinics Aschaffenburg Hofgartenklinik
- Bergman Clinics Aschaffenburg MVZ
- proaesthetic Schönheitsklinik Heidelberg
- Sophienklinik Stuttgart
- Jungbrunnen-Klinik Bonn
- Kosmed-Klinik Kiel